# Wynyard
Wynyard – miasto w Australii, w północnej części Tasmanii.